# 深海少女
「深海少女」（しんかいしょうじょ）は、日本のボカロP、ゆうゆの楽曲。2010年9月1日にニコニコ動画に、同年9月15日にYouTubeに投稿された。歌唱はバーチャルシンガーの初音ミク。

2022年12月16日に、本楽曲のリメイク版、「深海少女 -deep sea girl-」も投稿されている。本記事ではこれについても触れる。

## 概要
2025年7月現在、YouTubeでは1800万以上、ニコニコ動画では600万以上の再生数を誇り、ファンアートも多数見られる、ボカロ楽曲では「名曲」とされている楽曲の一つである。ミュージック・ビデオのイラスト担当は『はるよ』。
2014年5月に、本楽曲をモチーフとした初音ミクの1/8スケールフィギュアも発売された。

## 作品
深海にいる一人の少女の物語。『心惹かれるあの人』に手を引いてもらおうと手を伸ばすも失敗。しいては相手に嘘をついてしまい、一度挫折するも、相手に晴れて手を引かれ、海から飛び立とうとしているところまでが描かれている。

## ゲーム収録
- 初音ミク and Future Stars Project mirai[4]
- 初音ミク -Project DIVA-シリーズ[5]
- チュウニズムシリーズ
- プロジェクトセカイ カラフルステージ! feat. 初音ミク - 初音ミクによるバーチャルシンガーVer.とゲーム内ユニット「MORE MORE JUMP!」と初音ミクによるセカイVer.の2種類の音源が収録されている[6]。

## カバー
- 和楽器バンド - アルバム「ボカロ三昧」に収録
- Morfonica・倉田ましろ（CV:進藤あまね） - 「バンドリ! ガールズバンドパーティ!」と初音ミクのコラボ企画第3弾の一環[7]
- ぐるたみん - カヴァーアルバム「EXIT TUNES PRESENTS ぐ 〜そんなふいんきで歌ってみた〜」に収録。

## 深海少女 -deep sea girl-
2022年12月16日に投稿されたリメイク版。海の中をイメージした効果音もつけられており、映像の歌詞の出し方も大きく異なる。ミュージック・ビデオのイラスト担当も『n!ka』に変更されている。
ゆうゆのアルバム「ヴァーシュラの心臓」に収録されている。